# S5-HVS1
S5-HVS1 — звезда в созвездии Журавля. Находится в 29 000 световых лет от Солнца.
Открыта при помощи 3,9-метрового Англо-австралийского телескопа, расположенного недалеко от города Кунабарабран (Австралия).
Звезда находится на главной последовательности, относится к спектральному классу A, самая быстрая известная звезда по состоянию на ноябрь 2019 года. Оценка скорости составляет 1755 км/с. До этого рекордсменом среди считался белый карлик US 708 (1200 км/с). У звезды S4714 скорость обращения вокруг Стрельца A* составляет 24 тыс. км/с. Гелиоцентрическая лучевая скорость —1017±2,7 км/с.
Согласно исследованиям, S5-HVS1 была выброшена из Млечного Пути после взаимодействия со сверхмассивной чёрной дырой Стрелец A* в центре нашей галактики. Возможно, первоначально звезда входила в состав двойной звёздной системы, разрушившейся под воздействием приливного влияния чёрной дыры, в результате чего один из компонентов был выброшен. Если такой механизм работал в действительности, то звезда является первым известным примером объекта, подвергшегося эволюции по механизму Хиллса. Интегрирование орбиты звезды назад по времени показало, что звезда была выброшена из центральной части Млечного Пути приблизительно 4,8 млн лет назад и первоначально двигалась со скоростью около 1800 км/с. Направление на звезду и траектория её движения согласуются с положением кольца из молодых звёзд в центральной области Галактики.
Открытие звезды приписывают Сергею Копосову, сотруднику университета Карнеги — Меллона, в рамках обзора Southern Stellar Stream Spectroscopic Survey (S5). Обозначение HVS1 относит объект к классу гиперскоростных звёзд.